# Aphanobius
Aphanobius is een geslacht van kevers uit de familie  
kniptorren (Elateridae).
Het geslacht is voor het eerst wetenschappelijk beschreven in 1829 door Eschscholtz.

## Soorten
Het geslacht omvat de volgende soorten:
- Aphanobius aequalis Candèze, 1878
- Aphanobius alaomorphus Candèze, 1863
- Aphanobius antennatus Fleutiaux, 1936
- Aphanobius badius Candèze, 1893
- Aphanobius discoidalis Candèze, 1880
- Aphanobius gracilis Candèze, 1889
- Aphanobius longicollis Eschscholtz, 1829
- Aphanobius longithorax (Wiedeman, 1823)
- Aphanobius malaccensis Candèze, 1863
- Aphanobius melanurus Schwarz, 1896
- Aphanobius niger Fleutiaux, 1936
- Aphanobius parallelus Fleutiaux, 1936
- Aphanobius permacer Candèze, 1894
- Aphanobius riesei Schimmel, 1999
- Aphanobius seclusoides Cobos, 1970
- Aphanobius seclusus Candèze
- Aphanobius stenosomus Candèze, 1863
- Aphanobius thoracicus Candèze, 1889
- Aphanobius touffus Vats & Chauhan, 1992